# Heo đẹt

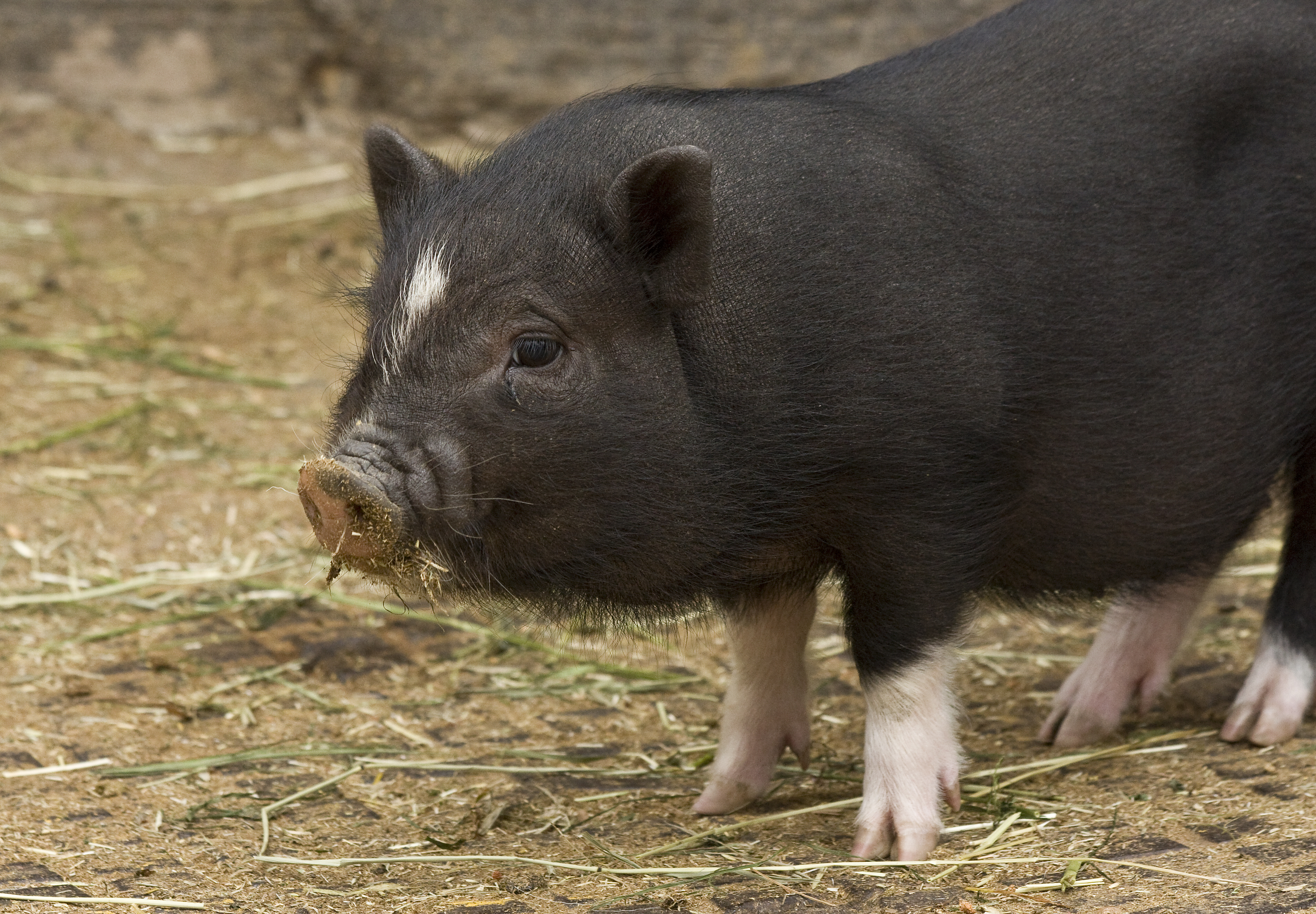
Một con heo đẹt

Heo đẹt hay còn gọi là heo siêu nhỏ, lợn mini hay micro pig ("lợn nhỏ") là một giống lợn được phát triển để phục vụ cho mục đích nuôi làm thú cưng, chúng được phát triển lần đầu tiên ở Canada nhưng lại thông dụng ở châu Âu. Đặc điểm của chúng là giống heo đẹt với kích cỡ của một chú chó nhỏ, tính tình thân thiện, quấn quýt bên chủ. Mỗi con heo đẹt có giá gần khoảng 700 bảng Anh.

## Đặc điểm
Những chú heo đẹt dễ thương có kích cỡ chỉ nhỏ như cái chén với cân nặng tầm nửa pound (chỉ khoảng 226 gram) lúc mới sinh. Tuy nhiên, khi lớn, chúng có thể cao đến 40 cm, nặng 30 kg và sẽ dài 16 inch. Loài heo này rất đáng yêu, thân thiện và thông minh, sống được từ 15-20 năm (chúng có thể sống đến năm 18 tuổi). Tuy nhiên, nếu những chú heo bình thường phát triển tối đa chỉ đạt khoảng 28 kg với chiều cao chừng 35 cm Chúng là một loại vật nuôi có kích thước nhỏ và ngoại hình dễ thương. Các chú heo này cần được cho ăn và vận động hằng ngày. Chúng rất quấn quýt với chủ và không ồn ào như chó.
Ở Việt Nam, heo đẹt chỉ những con heo con èo uột trong cùng một lứa. Đàn heo đẻ non, đàn có trọng lượng sơ sinh thấp dưới 700g, đàn có nái bị kém sữa ngay sau khi đẻ, các heo đẹt trong đàn và tuổi càng nhỏ càng dễ có nguy cơ bị ngộ độc khi tiêm sắt. Trong đàn heo mắc bệnh, mức độ ngộ độc thường không hoàn toàn như nhau, có con nặng, chết ngay sau khi được tiêm sắt. Ngộ độc cấp tính ngay sau khi tiêm sắt 15-20 phút heo con sẽ tím bầm vòng mõm, dần dần tím bầm toàn thân, ói mữa, khó thở, đi lảo đảo, có co giật, không can thiệp kịp thời sẽ chết. Ngộ độc nhẹ: một số heo con sẽ yếu sau khi tiêm sắt, tiêu chảy do ngộ độc peroxyt.

## Nuôi cảnh

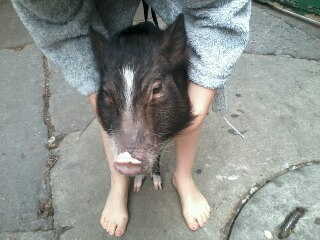
Một con heo đet ở Mexico

Phong trào nuôi heo đẹt (heo siêu nhỏ) đang trở nên khá phổ biến. Tại Anh, những chú heo đẹt siêu nhỏ đã trở nên rất phổ biến, chúng "sang chảnh" và xuất hiện trên rất nhiều bộ phim, là đề tài chuyện trò yêu thích của những người nổi tiếng. Người ta cứ thích mua chúng để làm thú cưng, làm đồ trang sức, quên mất cả một điều rằng chúng không bé nhỏ như vậy mãi mãi. Chúng được nhiều ngôi sao lựa chọn là thú cưng của Paris Hilton hay bà xã Victoria của tuyển thủ David Beckam Năm 2009, Paris Hilton xuất hiện trên tạp chí Hello! cùng thú cưng tên Princess Piglette.
Một quán cà phê đặc biệt sắp được mở tại thủ đô nước Anh để du khách có dịp chiêm ngưỡng và chơi đùa với những chú heo bé xíu. Quán cà phê có tên Moomin Cafes - the Pignic do trang web Yelp mở cùng các tổ chức từ thiện dành cho động vật. Mục đích của việc mở quán cà phê heo là để mọi người nhận thức được những khó khăn trong việc nuôi heo như thú cưng trong nhà. Ở một số nước, nuôi heo làm thú cưng phải báo với chính quyền sở tại và tuân theo luật chăn nuôi. Chủ sở hữu phải được cấp giấy phép trước khi mang heo đi dạo.